# Aquilino Fraga Guterres
Aquilino Ribeiro Fraga Guterres, Kampfname Ete Uco (Etu Uku), ist ein Politiker aus Osttimor. Er ist Mitglied der Partido Democrático (PD).

## Werdegang
Guterres war Mitglied des Widerstandes gegen die indonesische Besatzung. Seine Aufgabe bestand zunächst darin, Informationen über die Situation in Osttimor nach außen zu bringen. In dieser Zeit arbeitete er als Fahrer der Regionalen Entwicklungsbank (Bank Pembangunan Daerah, BPD). Im Oktober 1983 wurde die indonesische Kodim (Militärdistriktkommandatur) in Dili auf ihn aufmerksam und setzte zwei Agenten auf ihn an. Guterres wurde verhaftet, verhört und mit Schlägen und Elektroschocks gefoltert. Er kam in das Gefängnis Comarca. Nachdem er wieder frei war, nahm Guterres ab 1993 in der FALINTIL die Rolle des Orgão Directiva Regional (ODIR) im Westteil von Osttimor ein, später im Conselho Nacional de Resistência Timorense (CNRT) war Guterres ab 1998 Vizesekretär der Region 4.
Guterres wurde bei den Wahlen 2001 auf Platz 7 der PD-Liste in die Verfassunggebende Versammlung gewählt. Mit der Unabhängigkeit Osttimors am 20. Mai 2002 wurde die Versammlung zum Nationalparlament und Guterres Abgeordneter. Bei den Neuwahlen im Juni 2007 trat er nicht mehr an.

## Auszeichnungen
2006 erhielt Guterres den Ordem Nicolau Lobato.